# Agnieszka Holland

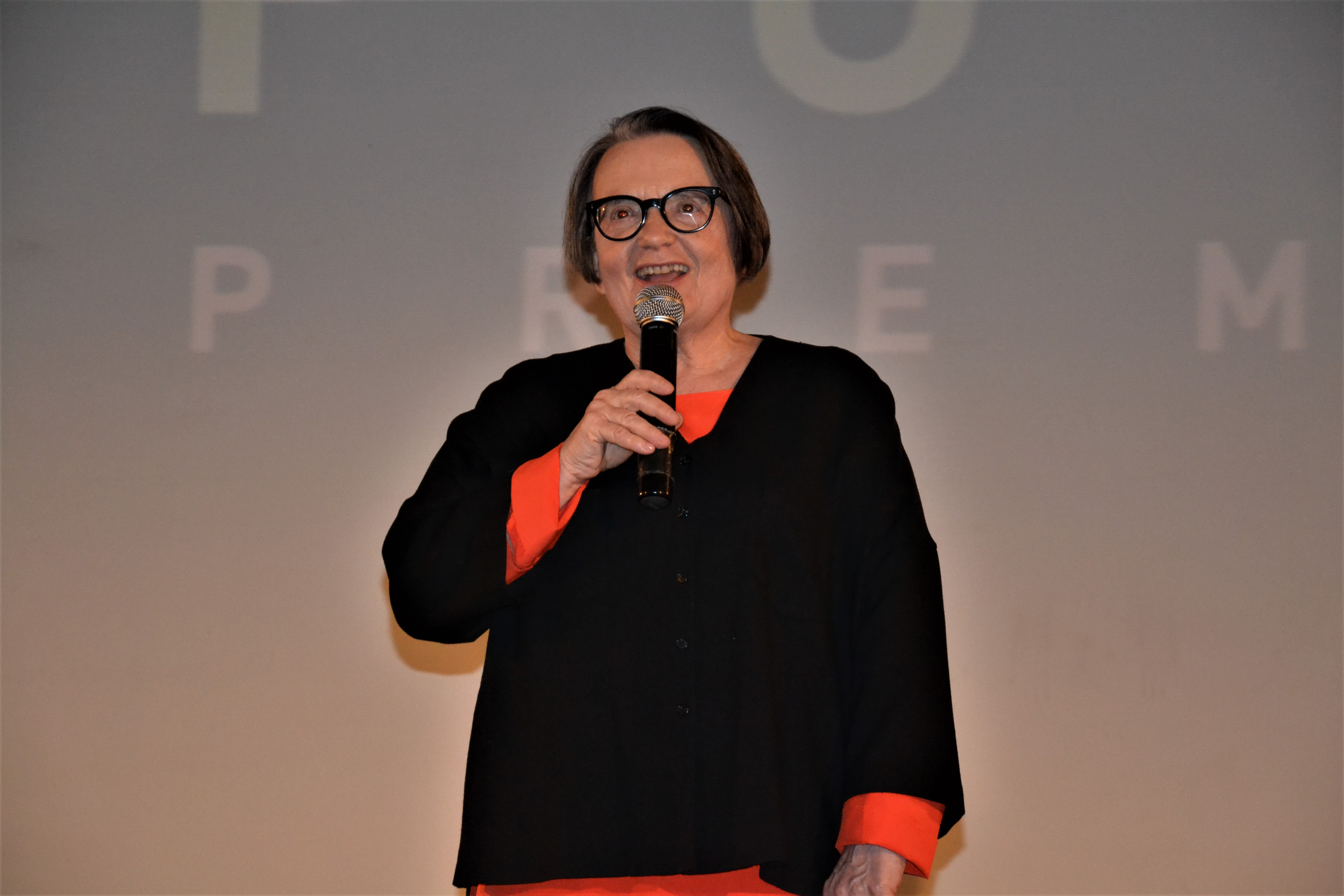
Agnieszka Holland

Agnieszka Holland (n. 28 noiembrie, 1948) este o regizoare de filme și seriale de televiziune, originară din Polonia.
Ea este recunoscută pentru contribuțiile sale la cinematografia poloneză, fiind unul dintre regizorii remarcabili ai Poloniei și un regizor aparte al Hollywood-ului.

## Biografie
Agnieszka Holland s-a născut la 28 noiembrie 1948, în Polonia. A studiat regie de film la Academia de Fim (FAMU), din Praga. Cariera în film și-a început-o alături de Krzysztof Zanussi, ca asistent de regie, iar Andrzej Wajda i-a fost mentor. A scris mai multe scenarii cu Wajda, înainte să-și regizeze propriile filme, care au fost apreciate și recompensate la festivaluri importante de film cum ar fi Cannes, Gdańsk, Berlin, Montréal și Globul de Aur. Astfel a câștigat notorietate în mișcarea poloneză a Noului Val. Holland este cunoscută în Statele Unite pentru cele trei filme nominalizate la premiile Oscar: Angry Harvest (1985), Europa (1990), In Darkness (2011) și filmele pe care le-a făcut pentru Warner Bros: Oliver (1992) și The Secret Garden (1993). În 1994, în Statele Unite, a regizat thriller-ul pentru televiziune Red Wind, lansat în 1995 de postul de televiziune Arte, film care face parte din seria Fallen Angels, produsă de Sydney Pollack.

## Filmografie
- 1970 Grzech Boga
- 1975 Wieczór u Abdona
- 1975 Obrazki z życia: dziewczyna i "Akwarius"
- 1977 Niedzielne dzieci
- 1976 Zdjęcia próbne
- 1977 Coś za coś
- 1978 Aktorzy prowincjonalni
- 1980 Gorączka
- 1981 Kobieta samotna
- 1982 Postcards from Paris
- 1985 Culture (documentar)
- 1985 Angry Harvest
- 1988 To Kill a Priest, despre asasinarea lui Jerzy Popiełuszko

- 1990 Europa Europa
- 1992 Olivier, Olivier
- 1993 The Secret Garden
- 1994 Red Wind
- 1995 Total Eclipse
- 1997 Washington Square
- 1999 The Third Miracle

- 2001 Shot in the Heart
- 2001Golden Dreams (documentar)
- 2002 Julie Walking Home
- 2006 Copying Beethoven
- 2007 Ekipa
- 2009 The True Story of Janosik and Uhorcik

- 2011 In Darkness
- 2013 Burning Bush [16] (mini serie creată pentru HBO)
- 2017 Tablou de vânătoare (Pokot)